# Hernán Medina
Hernán Medina Calderón (* 29. August 1937 in Medellin) ist ein kolumbianischer Radrennfahrer.

## Sportliche Laufbahn
Medina war Teilnehmer der Olympischen Sommerspiele 1960 in Rom. Im olympischen Straßenrennen kam er auf den 28. Platz. Im Mannschaftszeitfahren kam das Team mit Rubén Darío Gómez, Roberto Buitrago, Pablo Hurtado und Hernán Medina auf den 16. Platz.
1960 gewann er die Vuelta a Colombia mit einem Tageserfolg. 1958 und 1961 wurde er Gesamtzweiter. Etappensiege in dieser Rundfahrt holte er auch 1957, 1958, 1959 und 1961. 1958 siegte er im Etappenrennen Vuelta a Guatemala vor Honorio Rúa, wobei er eine Etappe gewann. Im Clásico RCN 1961 war er auf einem Tagesabschnitt erfolgreich und belegte bei der ersten Austragung dieser Rundfahrt hinter dem Sieger Rubén Darío Gómez den 3. Platz.